# Leonard Nienhuis
Leonard Nienhuis , né le 16 mars 1990 à Groningue, est un footballeur néerlandais. Il évolue au Sparta Rotterdam au poste de gardien de but.

## Palmarès
- Champion des Pays-Bas de D2 en 2013 avec le Cambuur Leeuwarden